# Прапор Ізмаїла
Пра́пор Ізмаї́ла — офіційний символ міста Ізмаїл, є символом єдності міської громади та взаєморозуміння мешканців міста, атрибутом місцевого самоврядування.

## Історія
У 2013 році громадська рада при виконкомі міськради Ізмаїла делегувала трьох своїх членів до створеної геральдичної комісії міської ради. Результатом роботи стали проекти прапора для затвердження.
Презентація прапора відбулася 17 лютого 2017 року, на засіданні міськвиконкому. Затверджено Ізмаїльською міською радою 28 лютого 2017 року, про що йдеться у рішенні 20-ї сесії міської ради VII скликання.

## Опис
Прапор міста Ізмаїла — це прямокутне полотно зі співвідношенням сторін 2:3, яке поділене на три рівні вертикальні смуги — синю, білу та жовту. На білій смузі розміщено герб міста Ізмаїла з картушем.
Кольори прапора символізують:
- синій — честь, вірність та щирість;
- білий — мир, віра та мудрість;
- жовтий — повага, процвітання та успіх.

Синій та жовтий кольори повторюють кольори Державного прапора України.
Геометричні центри герба та прапора повинні збігатися. Розмір зображення герба з картушем пропорційний розміру прапора: співвідношення ширини герба з картушем до ширини прапора 3:5. Прапор міста та його зображення завжди повинні точно відповідати кольоровому та графічному, виконаному за вексилологічними правилами. Синій та жовтий кольори смуг прапора повинні відповідати ДСТУ 4512:2006.
Оригінал прапора прикріплюється до древка, яке закінчується навершям у вигляді Малого державного герба України.

## Використання
Прапор Ізмаїла піднімається (встановлюється):
- біля адміністративної будівлі Ізмаїльської міської ради — постійно;
- на адміністративних будівлях виконавчих органів Ізмаїльської міської ради, комунальних установ, підприємств, організацій Ізмаїльської міської ради — постійно;
- на адміністративних будівлях установ, підприємств, організацій інших форм власності, а також на житлових будинках — у дні державних та міських свят;
- у місцях проведення міжнародних, державних заходів — на час їх проведення в місті.